# White Light/Violet Sauce
《White Light／Violet Sauce》是安室奈美惠以个人单独名义在2005年11月16日发行的第30张单曲，以CD ONLY形式發行。

## 簡介
- 第七張專輯《Queen of Hip-Pop》後，2005年第二張單曲，韓國同時發售。
- 《White Light》為與Nao'ymt再次合作，安室出道以後首支以聖誕為主題的抒情曲，歌曲中洋溢著明快、開朗的氣氛，並於歌詞裡還加入「25日」、「聖誕老公公」等字眼，強調當天聖誕節的存在。安室曾透露像歌曲中這樣令人安心的戀情其實是她最憧憬的理想戀愛形式。
- 《Violet Sauce》是美國電影《萬惡城市》的日本版主題曲。本作是安室看過電影後依她對電影的印象為基礎所創作的。而電影導演Robert Rodriguez亦於歌中說了聲「Welcome to Sin City」。
- 當初預定收錄《Nobody》作B面歌，但其後改為《Violet Sauce》的混音版本，《Nobody》最後收錄於2007年第一張單曲《Baby Don't Cry》中。
- 《White Light》的音樂錄影帶其後收錄於PV集「FILMOGRAPHY 2001-2005」中，作品初登場第1位，並打進年榜第十名。
- 《White Light》其後並沒有收錄於第八張專輯《PLAY》，而是收錄於2008年的精選輯《BEST FICTION》中。《Violet Sauce》則改為《Violet Sauce (Spicy)》版本收錄於專輯《PLAY》中。

## 收錄曲
1. White Light
作詞・作曲・編曲：Nao'ymt
2. Violet Sauce
作詞・作曲・編曲：Nao'ymt
3. Violet Sauce (Anotha Recipe)
Remix：Nao'ymt
4. White Light (Instrumental)
5. Violet Sauce (Instrumental)

## 關連DVD
- 『FILMOGRAPHY 2001-2005』（2005年12月7日） - PV集

## 外部連結
- 安室奈美惠 avex Official web site （页面存档备份，存于）
- VISION FACTORY Artist Page （页面存档备份，存于）